# Відень (річка)
Відень (нім. Wien) — річка в Австрії, протікає по Нижньої Австрії і однойменному місту. Впадає в Дунай. Довжина річки становить 34 км, з них нижні за течією 15 км лежать у межах міста. Басейн Відня становить 230 км² і включає частину міста і Віденського лісу.
Витік річки розташований в західній частині Віденського лісу. Вона впадає в Донауканал (рукав Дунаю) в східній частині центру міста, біля «Уранії» — освітнього центру і обсерваторії.
У межах міста русло річки викладено майже виключно каменем і бетонними плитами. Сучасний вигляд русло річки отримало після робіт з його зміцнення, які були проведені з 1895 по 1899 рік з метою припинити руйнівні повені, які іноді супроводжувалися спалахами холери.
Витрата води в річці Відень мають величезні перепади. В основній частині її басейну у Віденському лісі під ґрунтом лежить пісковик. Під час сильного дощу велика кількість води проникає у ґрунт і, майже не всмоктуючись, потрапляє в річку. У результаті, витрата в річці швидко змінюється від 200 літрів в секунду (як у струмка) до сотень тисяч літрів. Під час  найсильніших злив, а також весняного танення снігу, він може досягати 450 000 літрів в секунду, збільшуючись в 2000 і більше разів у порівнянні зі звичайним.
У 1898—1901 роках частина русла річки використовувалася під час будівництва Віденської міської залізниці (Wiental-Donaukanal (WD)). У другій половині 70-х років XX-го століття міська залізниця була модернізована і стала частиною лінії U4 віденського метрополітену. Шляхи, якими ходять потяги, прокладені в правій частині русла і відгороджені від води високою кам'яною стіною.

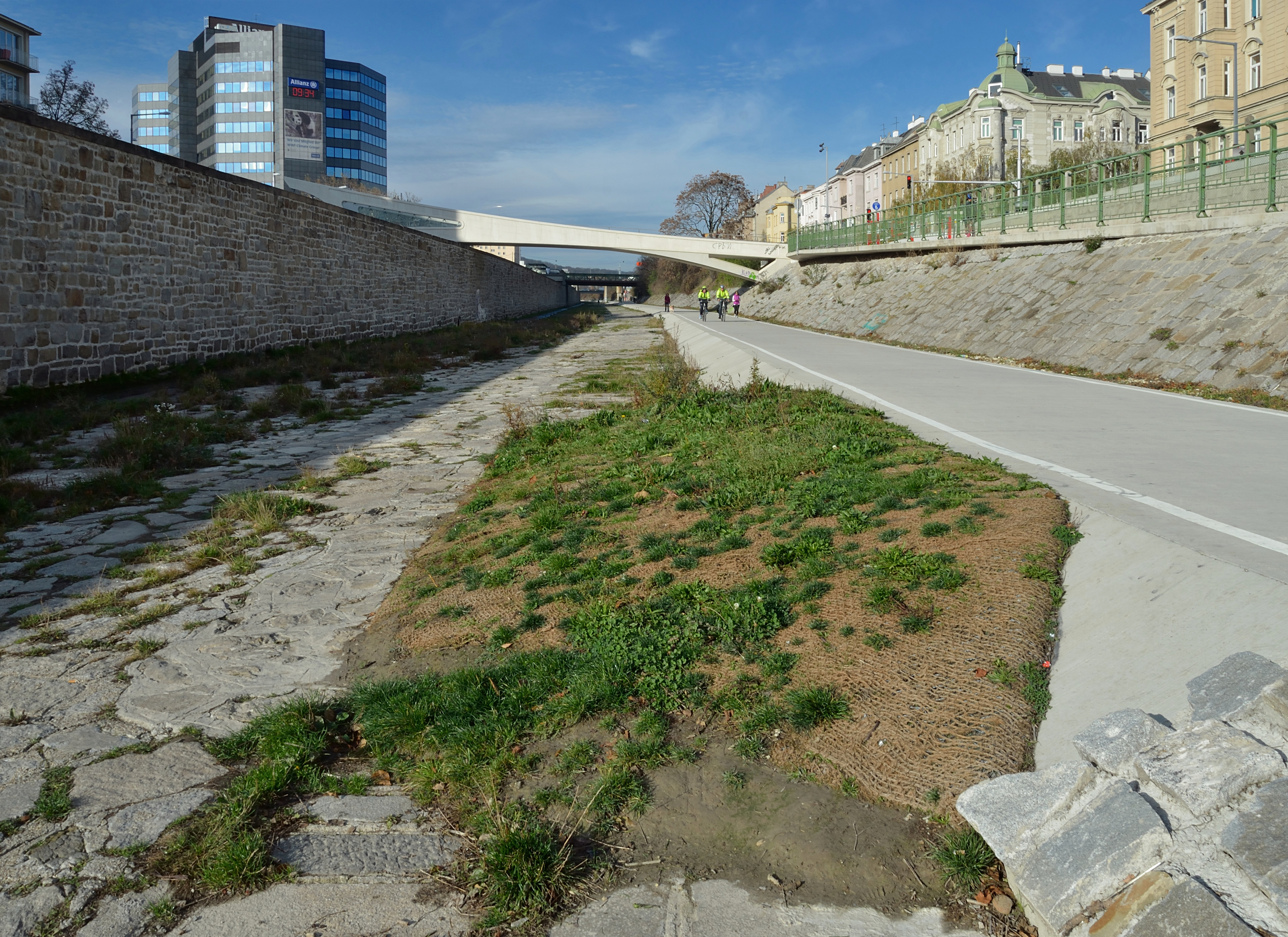
Прогулянкова доріжка біля русла річки. Ліворуч за муром лежить гілка метро U4.

У верхній течії річки, від Auhof до Kennedybrücke (станція метро Hietzing), по дну русла також прокладена спеціальна прогулянкова доріжка для пішоходів і велосипедистів — Wienfluss-Radweg. Через запобіжні засоби, доріжка відкрита для відвідування тільки в світлий час доби і за відсутности підвищення рівня води в річці.